# Forever Came Today
Forever Came Today è un brano scritto da Lamont Dozier, Brian Holland e Edward Holland nel 1967. La canzone venne incisa per la prima volta agli inizi del 1968 dalla cantante statunitense Diana Ross con il suo gruppo musicale, The Supremes, per l'album Reflections.

## Versioni

### La versione dei Jackson 5
Nel 1975 il gruppo musicale statunitense The Jackson 5 realizzò una versione disco del brano per l'album Moving Violation. La canzone fu anche estratta come primo singolo, con All I Do Is Think of You come lato B. Nello stesso anno il singolo fu riproposto come doppio lato A, sempre con il brano All I Do Is Think of You.

### Tracce
1. Forever Came Today (cover dell'omonimo brano di Diana Ross & The Supremes) – 3:25 (Brian Holland, Edward Holland Jr, Lamont Dozier)
2. All I Do Is Think of You – 3:17 (Brian Holland, Michael Lovesmith)